# Divočina The Brothers
Divočina The Brothers (angl. The Brothers Wilderness) je chráněné území v Olympijském národním lese na východní straně Olympijského poloostrova v americkém státě Washington. Divočina byla vytvořena v roce 1984 a zahrnuje 67,5 km². Své jméno nese po vrcholcích The Brothers, které jsou nejvyššími v divočině s výškou 2 093 metrů nad mořem. Divočinou protéká řeka Duckabush a její území leží ve srážkovém stínu Olympijském pohoří.